# Kinzigtäler Jakobusweg
Der Kinzigtäler Jakobusweg ist ein Abschnitt im Netz der Jakobswege in Deutschland. Er führt von der ehemaligen Jakobuskirche (heute Bürgerhaus) in Loßburg durch das Kinzigtal nach Kehl. Von dort geht es über einen Zubringerweg nach Straßburg, wo man auf dem Elsässer Jakobsweg weiterpilgern kann.

## Geschichte
Im Kinzigtal gibt es zahlreiche Belege des Jakobuskultes, die für jedermann sichtbaren in Form von Sakralbauten unter dem Patrozinium des Apostels Jakobus d. Ä. So wurde 1409 erstmals in einer Urkunde ein Kirchlein namens St. Jakob in Loßburg erwähnt. Zudem sind in alten Dokumenten Nachweise für Pilgerschaften erhalten geblieben, so beispielsweise ein Eintrag im Haslacher Kirchenbuch von 1610 oder eine lateinische Übersetzung eines Pilgerbriefes von 1656, die sich im Zeller Stadtarchiv befindet. Die Idee zum Kinzigtäler Jakobusweg entstand bereits 1992 während einer Pilgerfahrt nach Santiago de Compostela. Hauptinitiator und Motor für die Einrichtung und Beschilderung des Pilgerweges war der Heimatforscher Kurt Klein aus Hausach. Bereits ein Jahr später, am Jakobustag 1993 (25. Juli), wurde der Weg mit einem festlichen Gottesdienst in der Jakobuskapelle in Wolfach eingeweiht.

## Verlauf
Der Kinzigtäler Jakobusweg ist in das weit verzweigte Netz der Jakobswege in Europa integriert und führt von Loßburg durch das Kinzigtal nach Schutterwald und anschließend nach Kehl am Rhein. Von Osten her wurde 1994 die Lücke von Horb-Ihlingen nach Loßburg geschlossen, so dass man nun von Rottenburg am Neckar bis nach Frankreich auf markierten Wegen pilgern kann.
| Etappenvorschlag | Etappenlänge | Orte in der Reihenfolge des Erreichens                 |
| Etappe 1         | ca. 16 km    | Loßburg – Alpirsbach – Rötenbach – Schenkenzell        |
| Etappe 2         | ca. 23 km    | Schenkenzell – Kloster Wittichen – St. Roman – Wolfach |
| Etappe 3         | ca. 20 km    | Wolfach – Hausach – Mühlenbach – Haslach im Kinzigtal  |
| Etappe 4         | ca. 16 km    | Haslach – Steinach – Zell am Harmersbach               |
| Etappe 5         | ca. 15 km    | Zell am Harmersbach – Nordrach – Gengenbach            |
| Etappe 6         | ca. 16 km    | Gengenbach – Offenburg – Schutterwald                  |
| Etappe 7         | ca. 22 km    | Schutterwald – Kehl                                    |

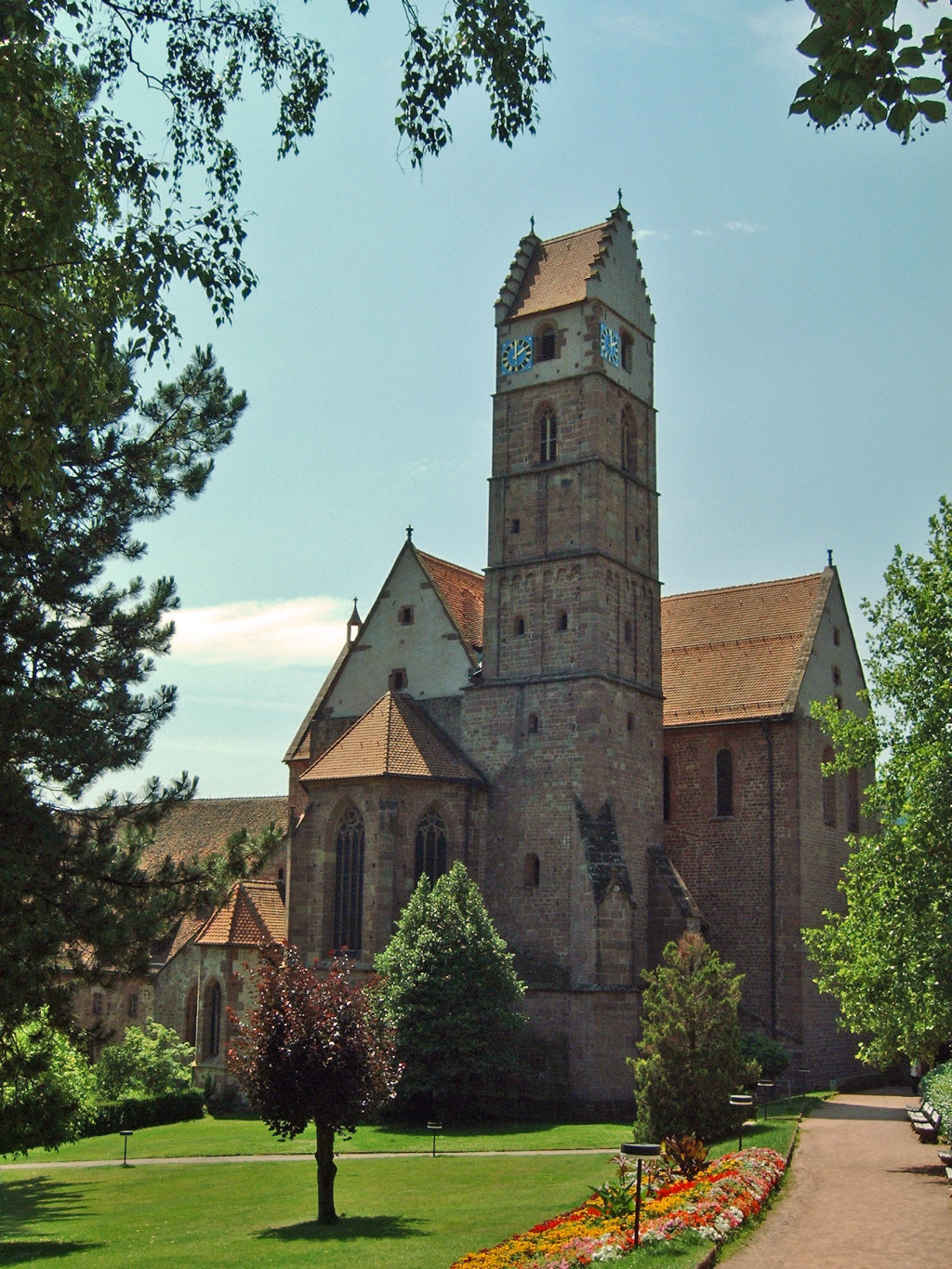
Klosterkirche, Alpirsbach
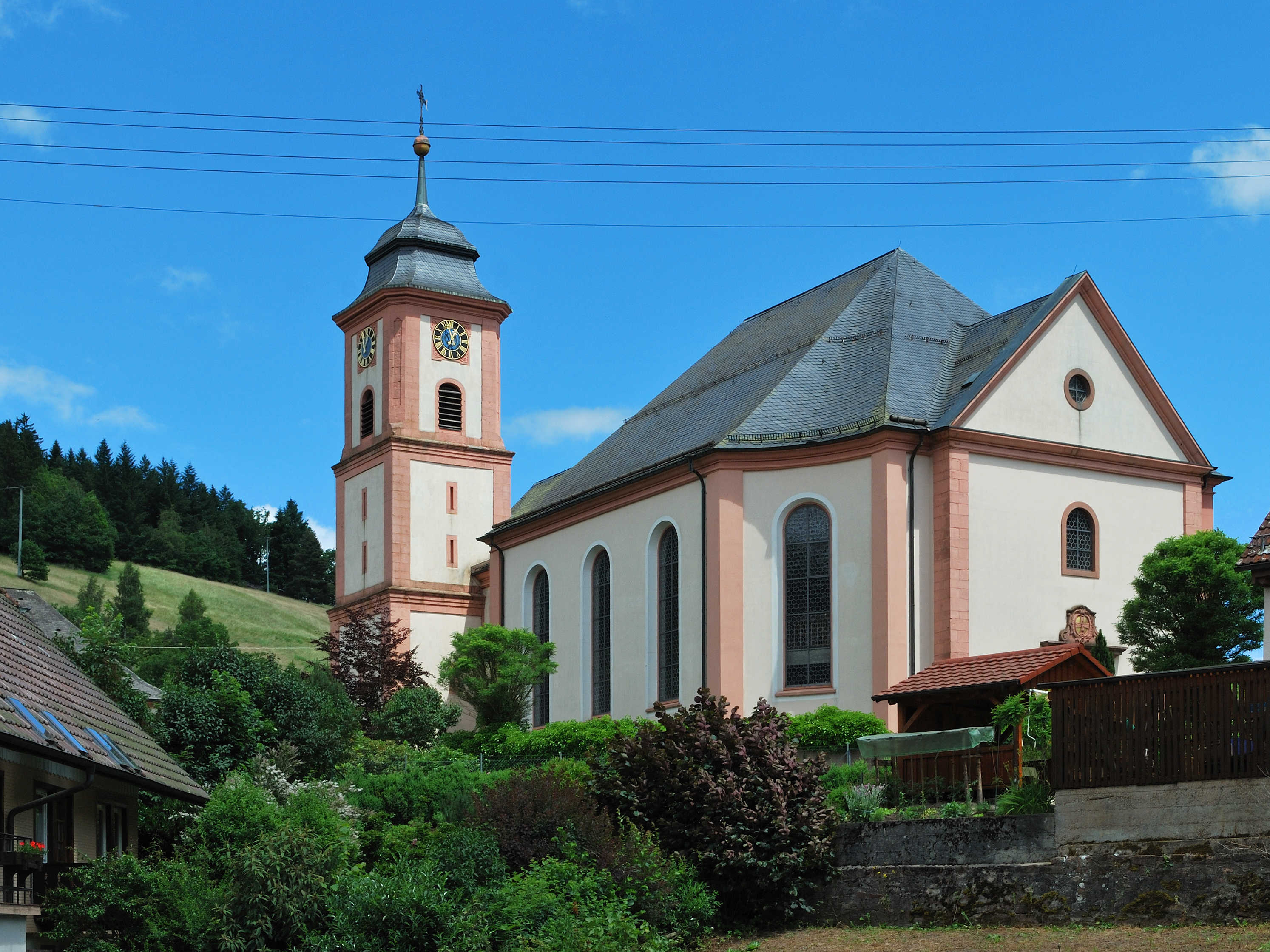
St. Ulrich, Schenkenzell
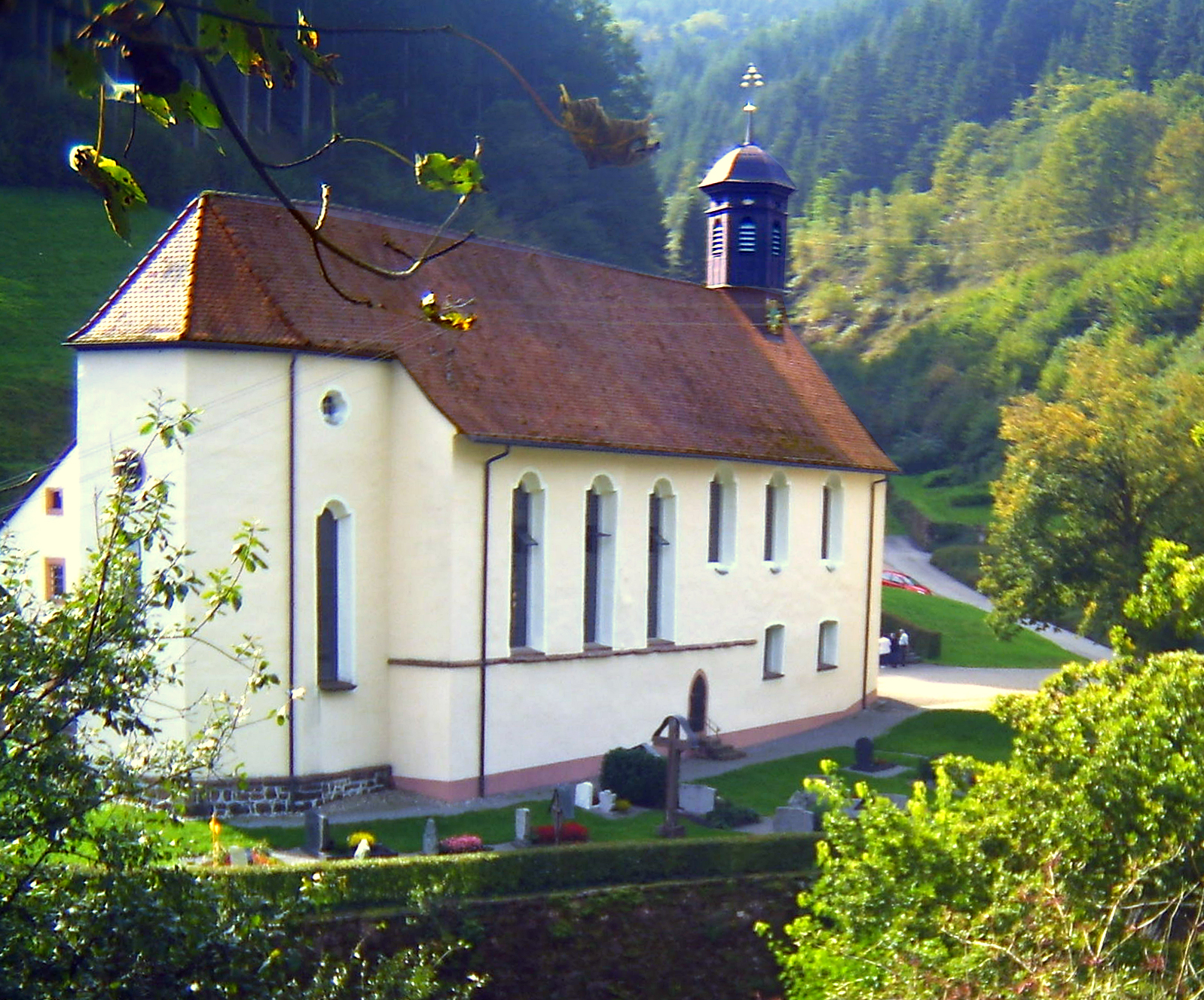
Klosterkirche, Wittichen
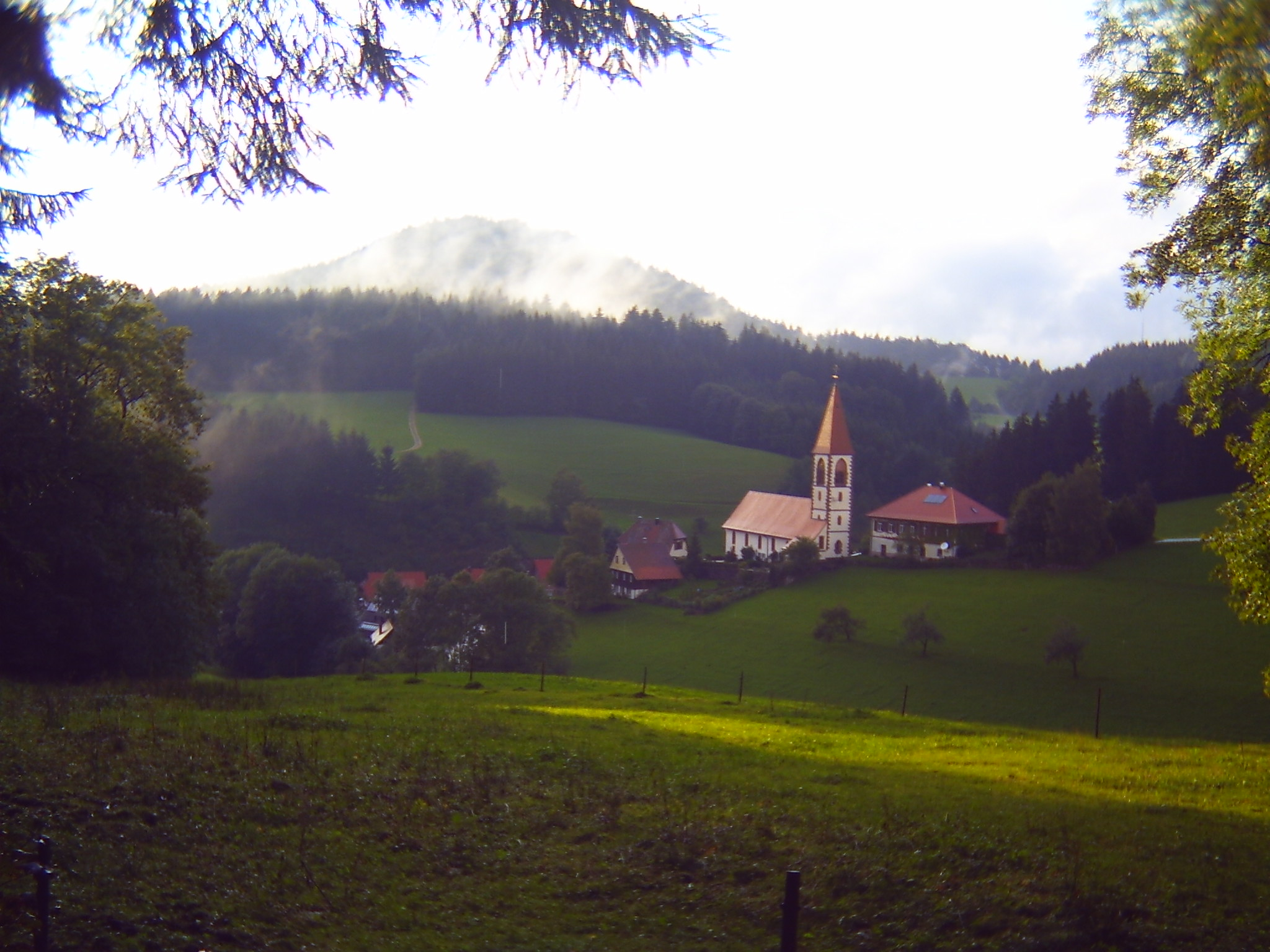
St. Roman
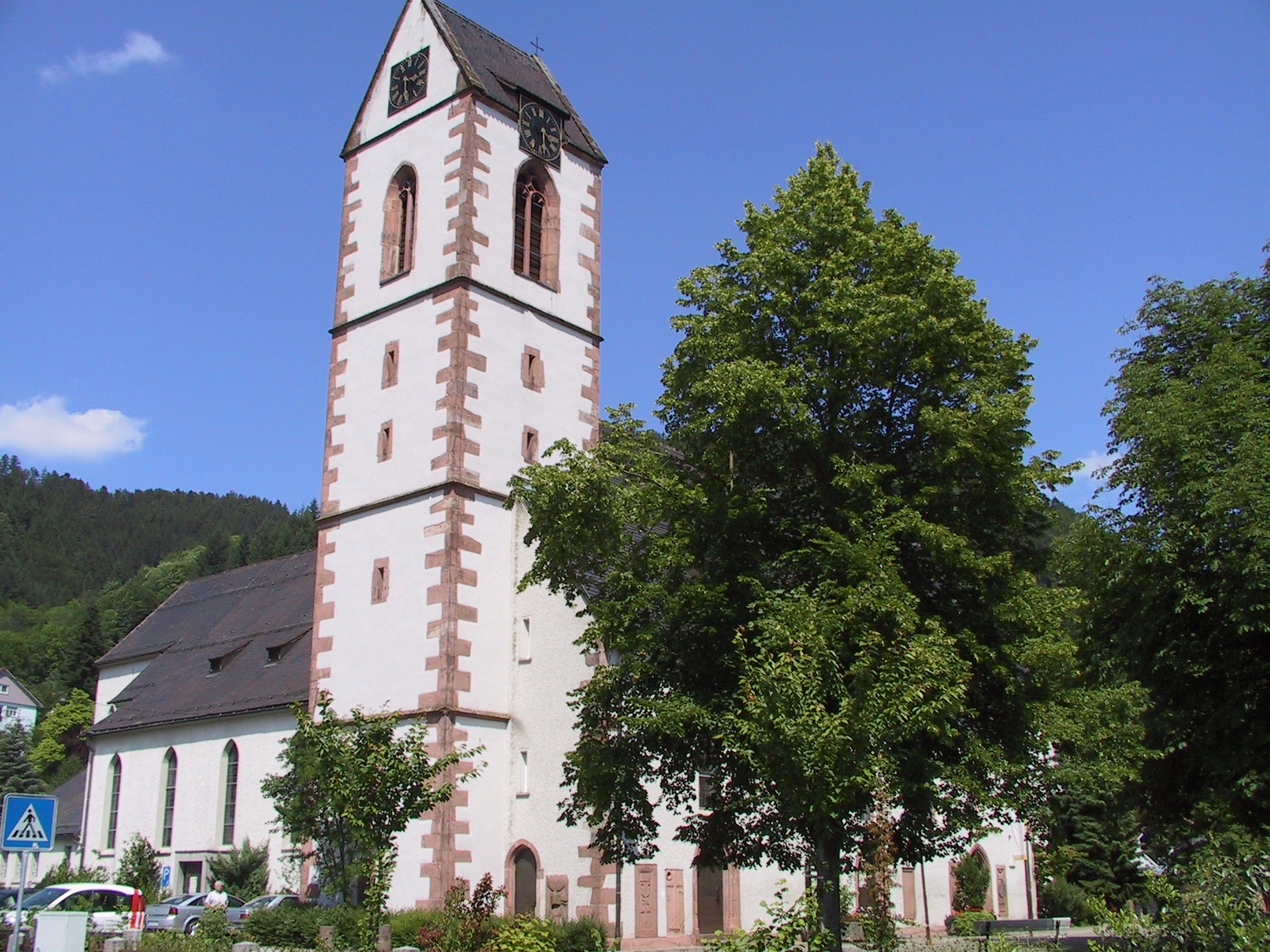
St. Laurentius, Wolfach
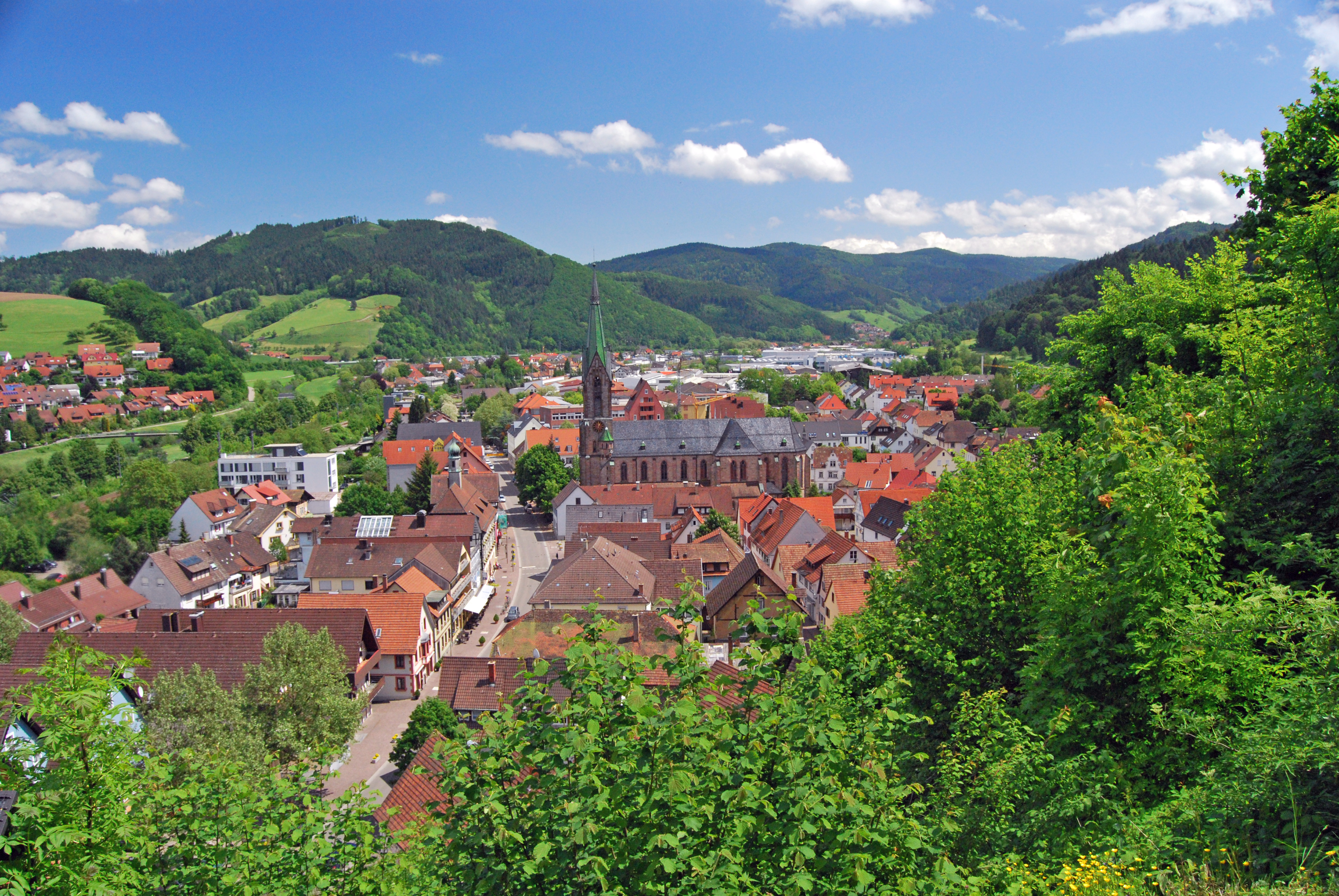
St. Mauritius, Hausach
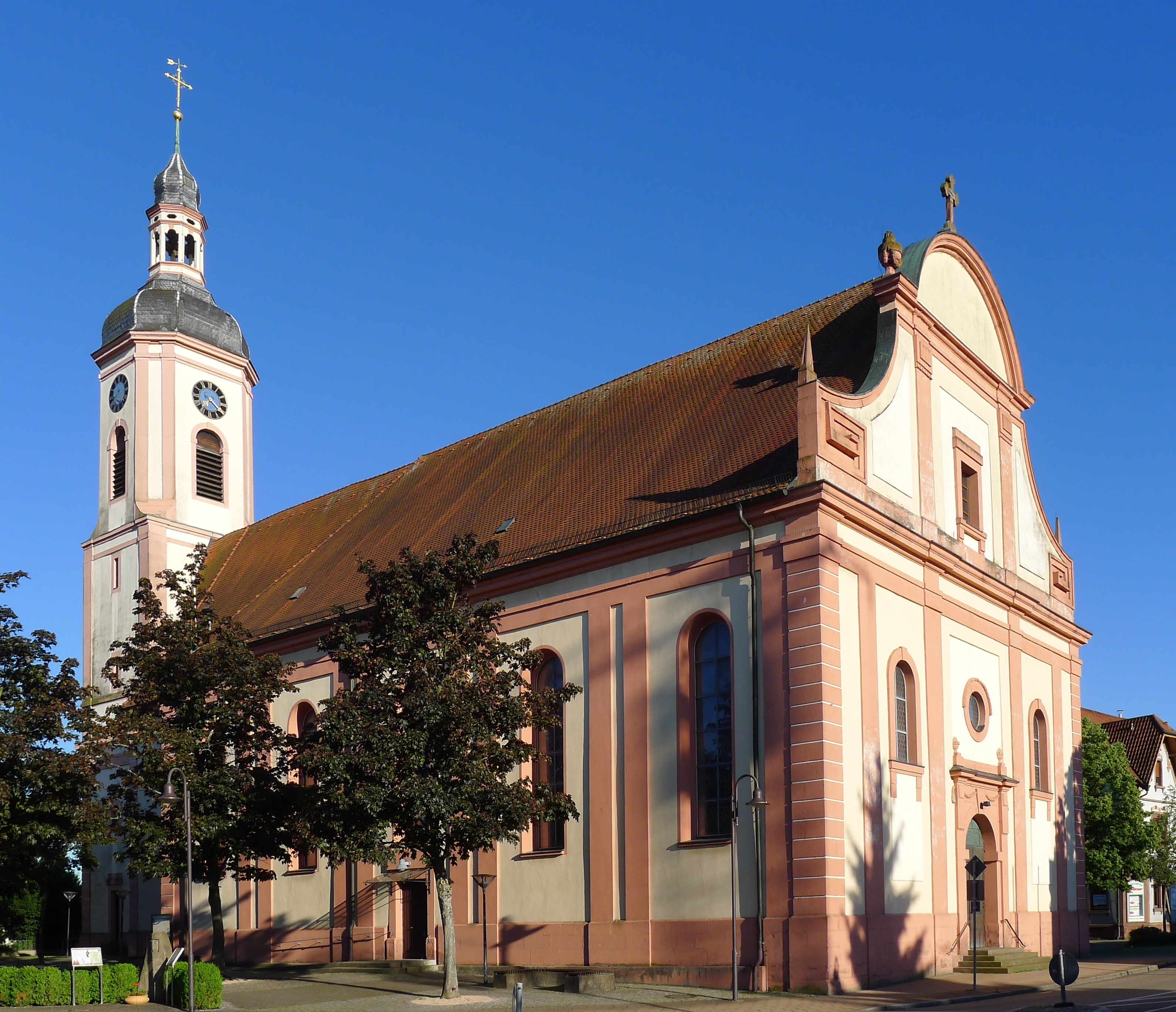
St. Jakobus, Schutterwald

## Jakobusspuren
Im Verlaufe des Kinzigtäler Jakobusweges sind einige Jakobusspuren und -darstellungen vorzufinden.
| Ort                           | Beschreibung                                                                          |
| Loßburg                       | Pilgerstein (1993) an der ehemaligen Jakobuskirche (1833)                             |
| Schenkenzell                  | Pilgerstein (1994)                                                                    |
| Salzlecke                     | Pilgerkreuz (1993)                                                                    |
| St. Roman                     | Pilgerstein (1997)                                                                    |
| Kreuzacker                    | Pilgerkreuz (1993)                                                                    |
| Wolfach                       | Jakobuskapelle (1660) Pilgerstein (1993) Jakobus-Darstellung in der Stadtpfarrkirche  |
| Käppelehof, Wendelinuskapelle | Jakobus-Statue                                                                        |
| Hausach                       | Jakobusbrunnen (2001)                                                                 |
| Mühlenbach, Kirche St. Afra   | Jakobus-Statue am rechten Seitenaltar                                                 |
| Gengenbach                    | Jakobuskapelle (1682) Pilgerstein (2004)                                              |
| Ortenberg, Bühlweg-Kirchlein  | Jakobus-Statue                                                                        |
| Schutterwald                  | St. Jakobus-Kirche (1787) Pilgerstein (1993) Jakobus-Statue am Gemeindehaus St. Jakob |
| Kehl, Rheinpromenade          | Pilgerstein (2008)                                                                    |

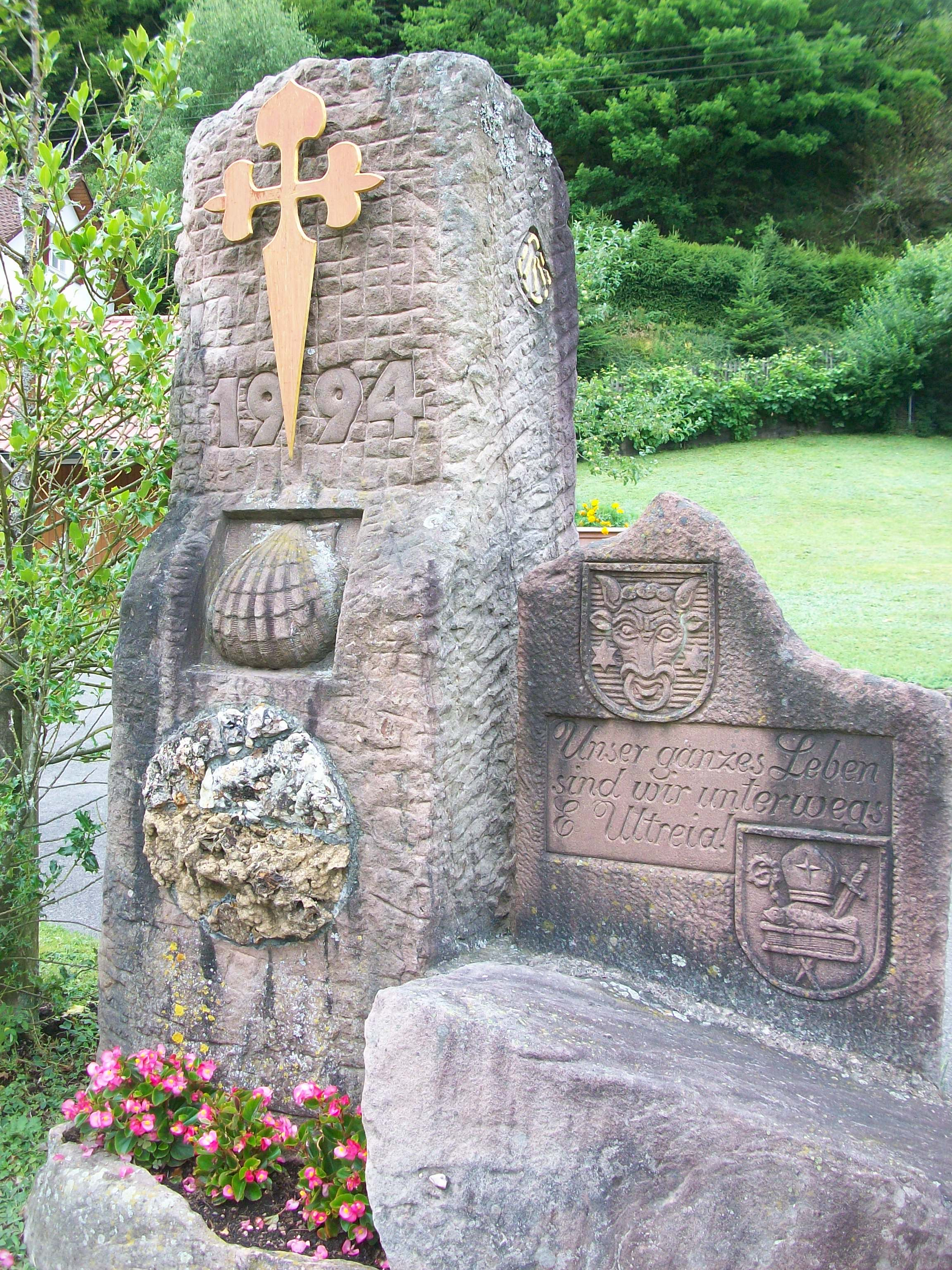
Pilgerstein, Schenkenzell

## Pilgerstempel
In fast jedem Etappenort besteht die Möglichkeit, sich einen Pilgerstempel für seinen Pilgerausweis (spanisch Credencial) geben zu lassen.